# Podophorus
Podóphorus (лат.) — монотипный род растений семейства Злаки (Poaceae). Единственный вид — Podóphorus bromoídes.

## Ботаническое описание
Многолетние травянистые растения, до 40 см высотой.
Колоски двухцветковые (верхний цветок редуцирован). Колосковые чешуи короче или равны цветкам, с заострённой верхушкой, без ости. Каллус опушённый. Нижняя цветковая чешуя округлая, верхушка заострённая с изогнутой остью. Верхушка завязи опушённая.

## Распространение
Эндемик Чили. Растение встречалось только на острове Робинзон-Крузо (архипелаг Хуан-Фернандес) и неизвестно с конца XIX века (считается вымершим).